# Los Cinco frente a la aventura
Los Cinco frente a la aventura es un libro de la escritora británica Enid Blyton escrito en 1950. Corresponde al noveno libro de la colección de Los Cinco. La acción vuelve a trascurrir en Kirrin, y es la primera aventura en la que participa Jo.

## Argumento
Los Cinco tienen dos semanas de vacaciones para pasar en Villa Kirrin. Quintín y Fanny se han marchado a España de vacaciones y quedan al cuidado de Juana, la estupenda cocinera. El primer día que bajan a la playa, conocen a Jo, una pillete a la que le gusta Dick. Al poco tiempo raptan a Jorge y a Tim pidiendo como rescate un cuaderno que Quintín trajo de América, vigilan la casa y han cortado los cables telefónicos para que la policía no se entere. Dick se fuga de la casa por la tarde con las cosas del repartidor de periódicos, al que ofrecen cenar y jugar para entretenerlo. Esa noche Dick se esconde y pilla a Jo después de que esta encontrará el paquete y se lo diera a alguien. Más tarde, ella dice a Dick y Julián que participó en todo por obligación de su padre, Simmy quien se llevó a Jorge y Tim en su carromato al bosque del Cuervo. El día después salen hacia el bosque pero Jo es cogida por Jake un amigo de su padre. Los chicos siguen el camino y tras una pequeña búsqueda encuentran el carromato, Simmy y su caballo no están y Julián y Dick deciden echar un vistazo, no encuentran a Jorge pero si una inscripción sulla en la pared que dice Torreón Rojo. Se pierden esa noche pero Jo tras escapar de Jake los encuentra. Para probar que no les mintió con lo de Jorge, les dice que el Torreón Rojo es un criminal que se apellida torreón y tiene el pelo Rojo. Ella fue con su padre un día a su casa y sabe llegar más o menos. Al día siguiente salen hacia allí. Después de navegar mucho en la barca, encuentran una cueva con varias más detrás en los acantilados, cerca de Port Limmersley, donde encuentran una pasadizo a la casa del Torreón Rojo que con sus hombres, han drogado a Tim y encerrado a Jorge en una torre. Mientras que Julián y Dick están atados en el patio, Jo sube trepando a la torre, y suelta a Jorge ocupando su lugar para engañar a los delincuentes y dejarlos encerrados. Después los chicos y Jo escaparán por el túnel, dejando que la policía atrape a los bandidos.

## Personajes
- Los Cinco: Julián, Dick, Jorge, Ana y Tim
- Quintín Kirrin
- Fanny Kirrín
- Juana (maravillosa cocinera)
- Jo, la pillastre (Ragamuffin Jo)
- Sid (vendedor de periódicos)
- Torreón Rojo (Red Tower, villano)
- Simmy (malhechor, padre de Jo)
- Markhoff (jefe de los matones de Torreón Rojo)
- Jake, Carl y Tom (hombres de Torreón Rojo)

## Lugares
- Villa Kirrin
- Port Limmersley